# Pau (Occitània)
Pau (pronunciat [ˈpaw] en occità, [po] en francès) és un municipi francès al departament dels Pirineus Atlàntics i a la regió de Nova Aquitània, a la històrica regió occitana del Bearn. L'any 2019 tenia 75.627 habitants.
Està situada a l'extrem d'un promontori que domina la vall del Gave de Pau, tributari de l'Ador, al voltant d'un castell que ha sofert remodelacions.

## Geografia
Pau està situada a un centenar de quilòmetres de l'oceà Atlàntic i a 50 dels Pirineus, aproximadament. L'Estat Espanyol es troba, també, a una cinquantena de quilòmetres d'aquesta ciutat del Bearn; s'hi pot accedir via Gant, pel coll del Portalet (1794 metres), o bé via Auloron, pel coll de Somport (1631 metres). Des del 17 de gener del 2003, també hi ha el túnel de Somport, de 8602 metres de llargada, com a via de connexió entre ambdues bandes del Pirineu.
Pau està situada a una alçada mitjana de 200 metres sobre el nivell del mar, i la travessa per la part sud de la ciutat la Gave de Pau. Dins els límits de la comuna de Pau, també passen el Luy de Bearn (afluent del Luy), l'Ousse i l'Ousse des Bois (afluents de la Gave de Pau) i l'Uzan (afluent del Luy de Bearn).
La seva localització als peus dels Pirineus li dona una vista extraordinària de la serralada, sobretot des del Boulevard des Pyrénées, avinguda que es troba enfront d'aquestes muntanyes. Aquesta vista panoràmica permet de veure prop de 100 quilòmetres de Pirineus, prenent una especial bellesa les hores posteriors a la pluja, quan les partícules d'aigua suspeses en l'ambient provoquen un particular efecte lupa que apropa la imatge de la serralada.
Pau està situada a 30 quilòmetres de Tarba, a 25 d'Auloron i a 40 d'Ortès i Lac. També es troba a 190 quilòmetres de Bordeus, de Tolosa i de Saragossa. Pau compta amb un aeroport (Aéroport Pau-Pyrénées), connexió ferroviària i l'autopista A64.

## Economia
Era un antic centre comercial, però s'ha desenvolupat industrialment arran de l'explotació del gas de Lac/Lacq. Té una indústria metal·lúrgica especialitzada; així com filatura de llana, confecció i indústria del calçat.

## Història
Fou fundada al segle XI pels vescomtes de Bearn; i esdevingué capital del regne de Navarra, després del 1512.

## Municipis que hi limiten
- al nord: Buròs, Montardon i Morlaàs;
- a l'est: Visanòs i Idron;
- al sud: Gelós i Juranson;
- a l'oest: Lons i Vilhèra.

## Llista de barris
Principals barris de Pau :
- centre ville
- barri Berlioz (nord)
- barri de l'Estació (sud)
- barri del Castell (sud-oest)
- barri de l'Hameau
- barri Saragossa
- barri del XIV de juliol
- barri Universitat
- Pont-Long
- barri Trespuèi (Trespoey) (sud-est)
- barri Ousse Des Bois (en occità Hotz deus boscs??, conegut també am el nom de ODB)
- L'Hedàs

## Esports
Principals esports:
- Bàsquet: L'Élan Béarnais, el Pau-Orthez, ha estat 9 cops campió de França (1986, 1987, 1992, 1996, 1998, 1999, 2001, 2003 i 2004) i 1 cop de la Copa Korac el 1984.
- Rugbi: la Section Paloise, club fundat el 1902 i 3 cops campió de França (1928, 1946 i 1964). Actualment competeix a la Divisió d'Honor francesa.
- Futbol: Pau Football Club, fundat el 1904.

Esdeveniments esportius:
- Grand prix automobile de Pau. Carrera de circuit urbà que se celebra cada any el dia de Pentecosta. Competeixen vehicles de totes les fórmules menys de la fórmula 1.

## Personatges il·lustres
- Bertrand Cantat, cantant i líder del grup Noir Désir.